# Музична скринька (фільм, 1932)
«Музична скринька» (англ. «The Music Box») — американська короткометражна кінокомедія режисера Джеймса Перрота 1932 року. У 1932 році фільм був нагороджений премією «Оскар» за найкращий ігровий комедійний короткометражний фільм.

## Сюжет
Лорел і Гарді відчайдушно намагаються затягнути піаніно на верхній поверх по вузькому сходового прольоту, на який воно навіть боком не влазить. Чи вдасться їм це зробити?..

## У ролях
- Стен Лорел — Стен
- Олівер Гарді — Олівер
- Гледіс Гейл — місис фон Шварценгоффен
- Біллі Гілберт — професор фон Шварценгоффен
- Вільям Гіллеспі — продавець піаніно
- Чарлі Голл — листоноша
- Ліліан Ірен — няня
- Сем Луфкін — поліцейський